# Delphine Gibson
Delphine Tucker Gibson (Ridgeway (South Carolina), 17 augustus 1903 – Huntingdon, 9 mei 2018) was sinds het overlijden van de 114-jarige Adele Dunlap op 5 februari 2017 de oudste inwoner van de Verenigde Staten en sinds het overlijden van de in Italië woonachtige Marie-Josephine Gaudette (die de Amerikaanse nationaliteit behield) op 13 juli 2017, de oudste Amerikaan.

## Biografie
Delphine Gibson trouwde op 27 januari 1928 met tuinman Taylor Gibson, met wie ze drie kinderen kreeg. Taylor stierf op 1 september 1980 op 88-jarige leeftijd. Een tijdje na zijn dood werd Gibson blind.
Gibson overleed op 114-jarige leeftijd in Huntingdon County, Pennsylvania.